# Personaggi di Haven
Questa voce contiene un elenco dei personaggi presenti nella serie televisiva Haven (2010-in corso), liberamente tratta dal romanzo breve Colorado Kid  (2005) di Stephen King.
Le vicende dei personaggi si svolgono nell'immaginaria cittadina di Haven, già utilizzata dallo scrittore nel romanzo Tommyknocker - Le creature del buio (1987).

## Personaggi principali

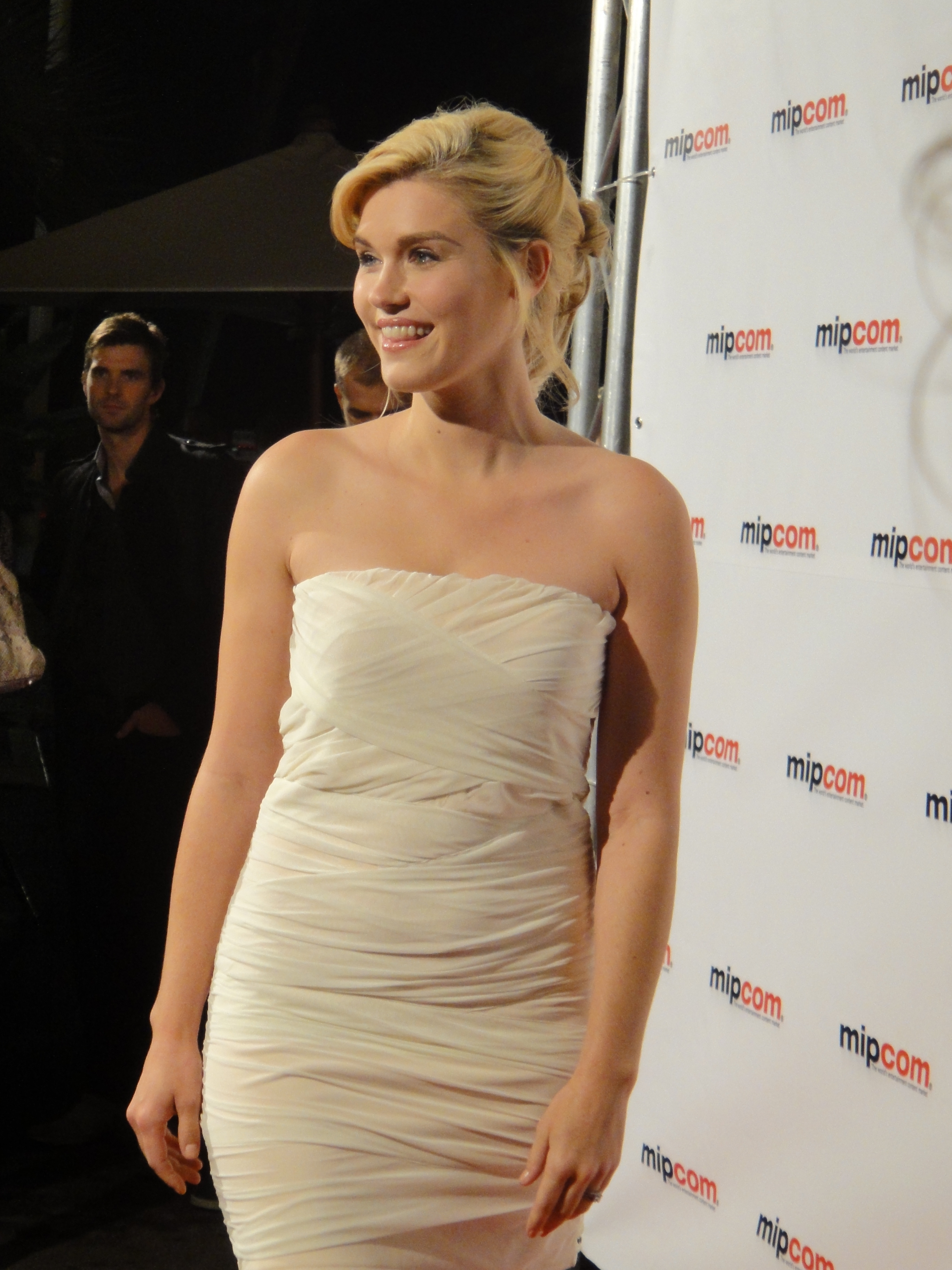
Emily Rose è Audrey Parker

- Audrey Parker (stagioni 1-in corso), interpretata da Emily Rose.
 Protagonista della serie, viene spedita dall'agente Howard a Haven, dove viene reclutata dalla polizia locale. Stringe amicizia con Nathan, detective del posto, e con Duke, trafficante del posto. Nella seconda stagione ha una breve relazione con Chris Brody, figlio del sindaco di Haven.
- Nathan Wuornos (stagioni 1-in corso), interpretato da Lucas Bryant .
Nathan, co-protagonista della serie, è un detective della polizia di Haven, figlio adottivo del capo della polizia locale, Garland Wuornos. Alla morte di quest'ultimo, pur tra qualche difficoltà e titubanze della comunità (in particolare per l'opposizione del reverendo Driscoll) prende le redini della polizia. Collabora fin dall'inizio con Audrey, instaurando un rapporto di profonda amicizia. Durante la stagione 1 scopre di essere stato adottato dallo sceriffo Wuornos e che il suo vero padre è un ex galeotto, dal quale ha ereditato il Problema. Nathan non sente il dolore né prova alcunché con il contatto fisico con le altre persone: sul finire della stagione 2 si scopre che questo Problema è riemerso dopo una furibonda lite con Duke Crocker. La vicinanza con Audrey lo aiuta a ripristinare la sua sensibilità.
- Duke Crocker (stagioni 1-in corso), interpretato da Eric Balfour.
 Contrabbandiere locale, tornato ad Haven dopo un periodo lontano. Coetaneo di Nathan, si scontra continuamente con l'agente e partecipa, il più delle volte indirettamente e controvoglia, alle indagini sui cittadini affetti da Problemi. Verso Audrey inizia un rapporto di amicizia e attrazione. La sua filosofia di vita, egoistica e calcolatrice, cambia radicalmente quando viene a sapere che verrà ucciso da un uomo con un tatuaggio. Questa notizia lo terrorizza e gli fa intraprendere una lunga ricerca per cercare di risolvere il mistero che lo riguarda.
- Vince e Dave Teagues (stagioni 1-in corso), interpretati da Richard Donat (Vince) e John Dunsworth (Dave).
- Reverendo Ed Driscoll (stagioni 1-2), interpretato da Stephen McHattie.

## Personaggi secondari

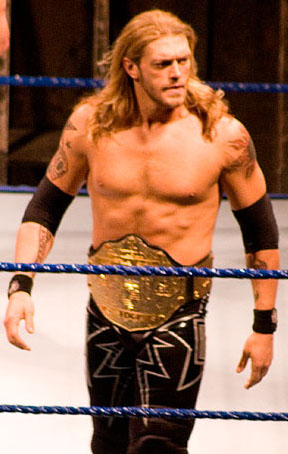
L'ex wrestler Adam Copeland (Edge) è Dwight Hendrickson

- Sceriffo Garland Wournos (stagione 1), interpretato da Nicholas Campbell.
- Evidence "Evi" Ryan (stagione 2), interpretata da Vinessa Antoine[2].
- Chris Brody (stagione 2), interpretato da Jason Priestley.
- Jess Minion (stagione 1), interpretata da Anne Caillon.
- Dwight Hendrickson (stagione 2), interpretato da Adam Copeland[3].
- Agente Parker (stagione 2), interpretata da Kathleen Munroe.
Alter ego di Audrey, con la quale condivide il nome e i ricordi. Viene mandata ad Haven per scoprire chi si cela dietro la sua identità rubata e stringe amicizia con Audrey stessa.
- Agente Howard (stagione 1), interpretato da Maurice Dean Wint.
Agente dellFBI, superiore capo di Audrey, è lui che la manda ad Haven per investigare sull'evaso. Come si apprende nel corso della stagione 1, Howard è tuttavia a conoscenza di ciò che avviene ad Haven e rimane una figura misteriosa, che non si vede mai nel proprio ufficio o in compagnia di altri agenti. È in contatto telefonico con lo sceriffo Garland. Ritorna in scena nell'episodio 11, per chiedere ad Audrey rapporto di ciò che accade e per sapere i motivi per cui è rimasta nella cittadina. L'agente non è lo stesso che ha mandato la "seconda Audrey" ad Haven: nella sua stanza ritrovano un libro ("Unstake My Heart") che si trovava nella stanza della prima Audrey.
- Eleanor Carr (stagione 1), interpretata da Mary-Colin Chisholm.
- Julia Carr (stagione 1), interpretata da Michelle Monteith.

## Altri personaggi
- Colorado Kid.
È il misterioso cadavere che viene rinvenuto nel 1983 e che si vede nella foto che viene trovata, 27 anni dopo, dall'agente Parker. In essa viene ritratta la stessa Parker (coi capelli scuri) che tiene per mano un bambino (il piccolo Duke Crocker): la donna della foto risponde al nome di Lucy Ripley.